# Kōkaku

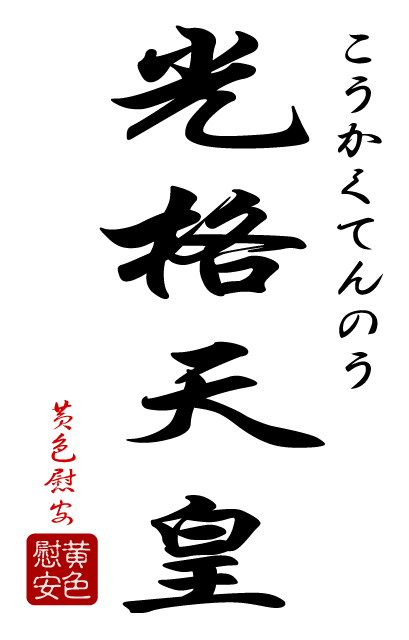
Calligraphie de « Kōkaku Tennō ».

L'empereur Kōkaku (光格天皇, Kōkaku Tennō, 23 septembre 1771 – 11 décembre 1840) fut le 119e empereur du Japon, en suivant la traditionnelle succession. Il régna du 16 décembre 1779 au 7 mai 1817. Son nom personnel est Morohito (師仁), mais plus tard changé pour Tomohito (兼仁). Son titre était Sachi-no-miya (祐宮).

## Biographie
À l'origine il devait consacrer sa vie à la prière au temple de Shuugoin de la maison de Kan'in-no-miya. Cependant en 1779, Go-Momozono l'adopte sur son lit de mort, même s'il n'est pas un shinnō.
Pendant le règne de Kōkaku, la cour impériale regagne de l'autorité en proposant un programme de soutien au Bakufu lors de la grande famine de Tenmei (1782-1788). Le Bakufu a donné à son père le titre honorifique d'empereur retiré (Daijō Tennō (太上天皇)).
Très intelligent, étant en faveur de la scolarité, il fait revivre des festivals aux tombeaux d'Iwashimizu et de Kamono. En 1817, il abdique en faveur de son fils Ninkō. Avec plus de 37 ans, il est le premier empereur à régner aussi longtemps depuis l'abdication d'Ōgimachi en 1586.

## Généalogie
Il était le sixième fils du prince Kan'in-no-miya Sukehito (閑院宮典仁), petit-fils de l'empereur Higashiyama. Le jour précédant son accession au trône, l'empereur mourant Go-Momozono, qui était cousin germain du père de Kōkaku, adopta officiellement celui-ci comme son fils.
- Les femmes de l'empereur Kōkaku[3]:
  - L'impératrice (chūgū) Yoshiko (欣子内親王), fille de l'empereur Go-Momozono, aussi connu comme Shinkiyowa-in (新清和院))
  - Hamuro Yoriko (葉室頼子)
  - Kajyūji Tadako (勧修寺婧子)
  - Takano Masako? (高野正子)
  - Anekōji Satoko (姉小路 聡子)
  - Higashibō Kazuko? (東坊城和子)
  - Tomikōji Teruko (富小路明子)
- Les fils de l'empereur Kōkaku[3]:
  - 1er fils : Uyahito (禮仁親王)
  - 2e fils : Taka-no-miya (俊宮)
  - 3e fils : Masuhito (温仁親王)
  - 4e fils : Ayahito (恵仁親王) -- qui deviendra l'empereur Ninkō)
  - 5e fils : Takehito (桂宮盛仁親王), aussi connu comme Katsura-no-miya
  - 6e fils : Naka-no-miya (猗宮)
  - 7e fils : Toshihito (悦仁親王)
  - 8e fils : Kata-no-miya (嘉糯宮)
- Les filles de l'empereur Kōkaku[3]:
  - 1re fille : Nobu-no-miya (能布宮)
  - 2e fille : __________ (多祉宮)
  - 3e fille : __________ (霊妙心院)
  - 4e fille : Haru-no-miya (娍宮)
  - 5e fille : Tsune-no-miya (倫宮)
  - 6e fille : Masa-no-miya (治宮)
  - 7e fille : Moriko (蓁子内親王)
  - 8e fille : Tsuru-no-miya (媛宮)
  - 9e fille : Katsu-no-miya (勝宮)

- Mère impératrice (chūgū) : princesse impériale ?? (欣子内親王), fille de l'empereur Go-Momozono
  - 3e fils : prince impérial Atsuhito ?? (温仁親王)
  - 7e fils : prince impérial ?hito (悦仁親王)
- Mère ?? : Hamuro Yoriko (葉室頼子)
  - 1er fils : prince impérial ?? (礼仁親王)
  - 1re fille : ?? (能布宮)
  - 2e fils : ?? (俊宮)
- Mère?? : ?? (勧修寺女青子)
  - 4e fils : prince impérial Ayahito (恵仁親王) (Ninkō)
  - 2e fille : ?? (多祉宮)
  - 4e fille : ?? (成宮)
- Mère ?? : ?? (高野正子)
  - 6e fils : ?? (猗宮)
- Mère ?? : Anekōji ?? (姉小路聡子)
  - 5e fille : Rin-no-miya (倫宮)
  - 8e fils : ?? (嘉糯宮)
- Mère ?? : ?? (東坊城和子)
  - 5e fils : prince impérial Katsura-no-miya Morihito (桂宮盛仁親王)
  - 3e fille : ?? (霊妙心院宮)
- Mère ?? : ?? (富小路明子)
  - 6e fille : ?? (治宮)
  - 7e fille : princesse impériale ?? (蓁子内親王)
  - 8e fille : ?? (媛宮)
  - 9e fille : Katsu-no-miya (勝宮)

## Les événements de la vie de Kōkaku-tennō

### L'ère An'ei
- An'ei gannen ( ) ou An'ei 13 (17):

### L'ère Tenmei
- Tenmei gannen ( ) ou Tenmei 1 1781,
- Tenmei 2 (1782) : l'ouvrage Shinsen zenpu paraît, il contient une description des monnaies de cuivre chinoises et japonaises ; il est rédigé par Minamoto-no Masatsuna Kutsuki, prince de Kotsouke et d'Oki, fils de Nobutsuna, daimyo héréditare de la province de Tamba, et portant le titre de prince de Kotssouke e d'Iyo[4].

### L'ère Kansei
- Kansei gannen ( ) ou Kansei 1 1789):

### L'ère Kyōwa
- Kyōwa gannen ( ) ou Kyōwa 1 1801):

### L'ère Bunka
- Bunka gannen ( ) ou Bunka 1 1804):

## Les ères du règne de Kōkaku-tennō
- Ère Meiwa (明和), 1764-1772
- Ère An'ei (安永), 1772-1781
- Ère Tenmei (天明), 1781-1789
- Ère Kansei (寛政), 1789-1801
- Ère Kyōwa (享和), 1801-1804
- Ère Bunka (文化), 1804-1818